# Frugerès-les-Mines
Frugerès-les-Mines település Franciaországban, Haute-Loire megyében. Lakosainak száma 551 fő (2022. január 1.). Frugerès-les-Mines Sainte-Florine és Vergongheon községekkel határos.

## Népesség
A település népességének változása:
| Lakosok száma | 524  | 647  | 567  | 520  | 538  | 556  | 557  | 552  | 552  | 551  |
|               | 1968 | 1982 | 1990 | 2006 | 2013 | 2015 | 2017 | 2019 | 2020 | 2022 |